# 正教会スタディバイブル
『正教会スタディバイブル』（せいきょうかいスタディバイブル、英語: Orthodox Study Bible、略称：OSB）は初めての東方正教会用の英語訳聖書で、注釈付きである。旧約聖書は正教会聖アタナシウス神学院（St. Athanasius Academy of Orthodox Theology）の訳（1993年）で、新約聖書は新ジェームズ王版聖書で、旧新訳全書は2008年にトマス・ネルソン社（Thomas Nelson）から出版された。

## 特徴
正教会（東方教会）では、西方教会（カトリック・プロテスタント）のように礼拝で信徒が聖書を朗読する習慣がなく、奉神礼（ミサ・礼拝に相当）では司式者（神父）が聖書を朗読する。このためもあって、正教会での聖書の需要はこうした個人あるいはグループでの学習用の聖書になる。
『正教会スタディーバイブル』には正教会用の数々の注釈を付けていて、また「詩篇」番号は正教会用にひとつ違いになっていて、「エレミヤ」と「マラキ」でも章・節の差異がある。巻末には教会暦（毎年9月14日に新年度開始）に添って、聖書日課を載せている。

## イコン画
極彩色のイコン画12様が、聖書の物語進行に連れて挿入されている。
- The Hospitality of Abraham, by Tatiana Romanova-Grant
- The Prophet and King David, from the Icon Studio, Etna California, USA
- The Three Holy Youths in the Furnace, from Mount Athos, Greece
- Jesus Christ, the Savior of the World, by Father Gregory
- Mother of God, by Jan Isham
- The Nativity of Our Lord, by Tatiana Romanova-Grant
- St. John the Forerunner, by Father Gregory
- The Baptism of Christ, by Father Luke Dingman
- The Transfiguration of Christ, by Photios Kontoglu
- The Resurrection of Christ, by Robin Armstrong
- Pentecost: The Coming of the Holy Spirit, by Constantine Youssis
- John Dictating the Gospel, by Demetrios Doukas